# 白島 (広島市)
白島（はくしま）は、広島市中区に位置する地区である。

## 概要
作家の阿川弘之によれば「白島のもとの地名は箱島、太田川の三角洲の北辺に位置し、閉鎖的な芸州広島藩城下町の中でも特に因循閉鎖的な、それこそ箱で囲つたやうな狭い古くさい地域であつた。白島西中町とか、白島九軒町とか、幾つかの小区画に分れて町制を敷いてゐるが、川一つ越すと牛田村になる。」という。

## 地理・歴史
広島県を流れる太田川の河口部に位置している。
元々は「箱島」と呼ばれた小さな島であった。広島が五箇庄といわれていた寒村の頃に、現在の太田川デルタはほぼ海中であり、現在丘の部分がデルタに点在していた島々であった。白島の他に現在の中区江波（えば）の江波山及び江波皿山は江波島（えばじま）、南区黄金山（おうごんざん）が仁保島（にほじま）、比治山が日地島（肘山・ひじやま）と呼ばれていた。

### 隣接している地区
- 北側・東側 - （京橋川を隔てて）東区牛田（うした）地区
- 南側 - 中区幟町
- 西側 - （本川を隔てて）西区大芝

## 地名

### 地名の由来
白島（はくしま）
白島が島だったころの箱島に由来している

### 「広島」の地名の由来とする説
- 広島は16世紀末から、太田川河口を埋め立てて建設された人工都市であるが、その地名の由来は、現在でも定説が無い。現在ではほとんど取り上げられないが、「白島は、かつて“しろしま”と読み、これがなまって“ひろしま”になった」という俗説が、かつてあった。

- 昭和20年代までは、実際に白島を「しろしま」と言う人が少なからずおり、この説を信じる人もいたが、前述の通り「白島」は元は「箱島」であり、信憑性の無い俗説と言わざるを得ない。

### 住居表示
- 白島北町（はくしまきたまち）
- 白島中町（はくしまなかまち）
- 西白島町（にしはくしまちょう）
- 東白島町（ひがしはくしまちょう）
- 白島九軒町（はくしまくけんちょう）

## 施設

### 公共施設
- 広島市消防局中消防署白島出張所

### 商業施設
- 複合商業施設
  - 白島キューガーデン（NTTクレド白島ビル）
- スーパーマーケット
  - マルナカ白島店　
  - フジ白島店
- ファーストフード
  - マクドナルド白島店
- ホームセンター
  - DCMダイキ白島店

### 教育機関
- 広島市立白島小学校
- 広島市立基町高等学校 - 基町を称しているが、住所は白島である。住居表示実施前は、広島市基町であった。

### マスコミ
- 広島ホームテレビ

## 交通

### 鉄道
- JR西日本山陽本線
  - 新白島駅（西白島町）
- 広島電鉄白島線
  - 広島電鉄白島電停（東白島町）
- 広島高速交通広島新交通1号線（アストラムライン）
  - 新白島駅（西白島町）
  - 城北駅（西白島町）
  - 白島駅（白島北町）

#### 路面電車の沿革

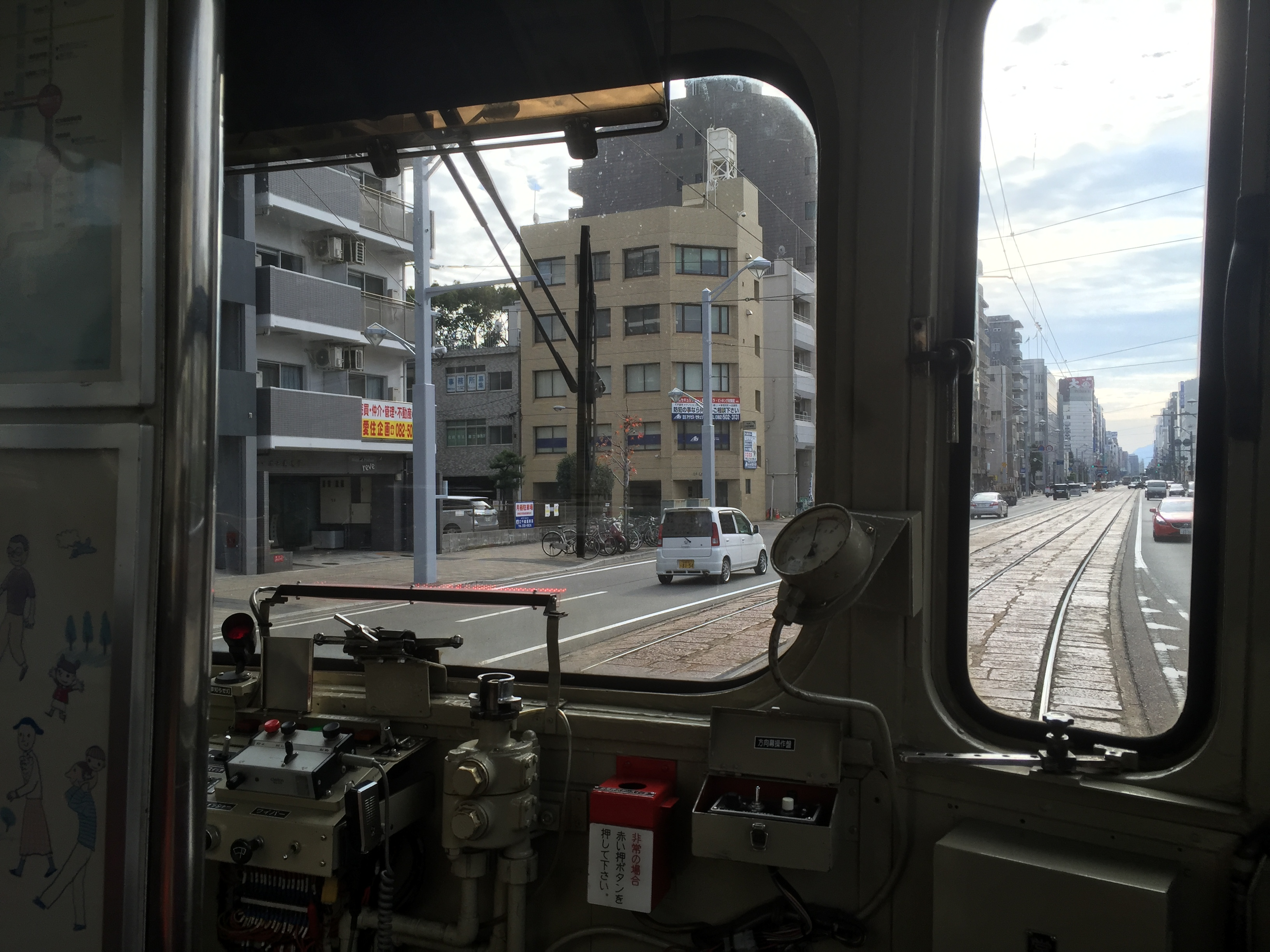
白島線車内より眺めた白島界隈

- 八丁堀から東白島まで延びる広島電鉄白島線は、広島電鉄本線とともに広島電鉄の創業路線として開業し、原爆投下後は現在の白島通りに移設し再開した。長らく単独路線であった白島線だが、創業から101年後の2013年、江波電停までの直通運転が開始された。現在は牛田方面などへの延伸が検討されているが、実現されるにはかなりの時間がかかるとみられている。

### 道路
国道54号線（祇園新道）、城北通りほか

### バス路線
- 広島バス
  - 23系統・23-1系統
    - 地区の西側を通り、紙屋町・八丁堀を経由して横川駅と広島大学病院を結ぶ。
- 広電バス
  - 6系統・12系統
    - 地区の東側を通る。いずれも八丁堀を通り、6系統は牛田早稲田と江波を、12系統は戸坂 (広島市)と仁保を結ぶ。

### 橋梁
- 新こうへい橋
- 工兵橋

本川と京橋川の分岐点より京橋川側のやや下流に位置する市内唯一の吊り橋。1889年（明治22年）、白島町北端に駐屯する陸軍工兵第5連隊が、牛田村内の作業所との連絡のため架設した。現在の橋は戦後架け替えられたものである。
- 牛田大橋
- 神田橋

京橋川対岸の白島地区とを結ぶ位置にある。1664年（寛文4年）に初めて築造され、地区内で現存する橋の中では最古の歴史をもつ。対岸の牛田村に神田神社があったことに由来し、神田神社は現在、広島市南区宇品に鎮座している。広島城下では唯一街道筋（西国街道・雲石街道）以外に架けられた橋であった。
- 常盤橋

## 出身人物・ゆかりのある人物
- 阿川弘之（小説家） - 広島県名誉県民。文化勲章受章。法学者阿川尚之（慶應義塾大学教授）、エッセイスト阿川佐和子の父。
- 岡崎令治（分子生物学者） - 岡崎フラグメントを発見。広島での被爆が原因の白血病で44歳で急逝した。生きていればノーベル賞は確実だったとされる。
- 小泉吾郎（実業家・興行師）
- 小鷹狩元凱（軍人・政治家・郷土史家・自由民権運動家）
- 島田洋七（漫才師・タレント・作家）
- 應武篤良（前早稲田大学野球部監督）
- 里見雲嶺（日本画家） - 白島出身。
- 山本健一 (マツダ)（マツダ技術者・社長） - 現在の東白島町に原爆投下当時実家があった。